# Mathieu Jaminet
Mathieu Jaminet (Hayange, 24 ottobre 1994) è un pilota automobilistico francese, legato alla Porsche come suo pilota ufficiale. Nel 2022 ha vinto la 24 Ore di Daytona e il Campionato IMSA WeatherTech SportsCar nella classe GTD Pro.

## Carriera
Nel 2010 Jaminet inizia la sua carriera in monoposto correndo nella F4 Eurocup 1.6 per poi passare l'anno seguente nella Eurocup Formula Renault 2.0. Dopo aver corso in diverse categorie nel 2015 passa alle Porsche Carrera Cup Francese. Nella sua prima stagione in GT chiude secondo, grazie questo risultato viene nominato Porsche Junior Driver insieme a Dennis Olsen. Nel 2016 ottiene il terzo posto nella sua stagione d'esordio nella Porsche Supercup.
Nel 2017 Jaminet passa all'ADAC GT Masters, insieme a Michael Ammermüller chiudono ottavi in campionato. Inoltre corre la sua prima 24 Ore di Spa e diverse gare nella classe GT Daytona del Campionato IMSA WeatherTech SportsCar. Nel 2018 insieme a Robert Renauer vince il campionato ADAC GT Masters. Visto i buoni risultati viene scelto dal Team Porsche GT per le gare di durata del Campionato IMSA e per la 24 Ore di Le Mans del 2019 unendosi a Earl Bamber e Laurens Vanthoor.
Per la stagione 2020 Jaminet viene promosso a pilota ufficiale Porsche a pieno titolo. Continua a guidare negli eventi endurance nordamericani con il ufficiale della Porsche, oltre a partecipare a eventi GT3 internazionali. Nel 2021 ottiene la vittoria di classe nella 12 Ore di Sebring ripetendosi in seguito nella Petit Le Mans. Nel 2022 partecipa l'intera stagione del Campionato IMSA WeatherTech SportsCar in coppia con Matt Campbell. Il duo alla guida della Porsche 911 GT3 R con il supporto anche di Felipe Nasr vincono la 24 Ore di Daytona nella classe GT Pro, nel resto della stagione ottengono altre quattro vittorie, a Laguna Seca, a Mosport Park, Lime Rock e al Virginia International Raceway. A fine anno il duo si laurea campione nella classe GTD Pro.

### Porsche LMDh
Nei primi mesi del 2022 partecipa a diversi test con la nuova Porsche 963 LMDh. Il 24 giugno del 2022 viene presentata ufficialmente la nuova Porsche 963 e Jaminet viene annunciato come pilota ufficiale. Il francese porterà in pista la 963 nel Campionato IMSA WeatherTech SportsCar in equipaggio con Nick Tandy e Dane Cameron.

## Risultati

### Risultati nella IMSA
| Anno    | Team                      | Classe  | Vettura            | 1      | 2     | 3     | 4     | 5      | 6     | 7     | 8     | 9      | 10    | 11    | 12  | Punti | Pos. |
| ------- | ------------------------- | ------- | ------------------ | ------ | ----- | ----- | ----- | ------ | ----- | ----- | ----- | ------ | ----- | ----- | --- | ----- | ---- |
| 2017    | Alegra Motorsports        | GTD     | Porsche 911 GT3 R  | DAY    | SEB   | LBH   | COA 7 | DET 10 | WGL   | MOS   | LIM   | ELK    | VIR   | LAG   | PET | 47    | 47°  |
| 2018    | Wright Motorsports        | GTD     | Porsche 911 GT3 R  | DAY 19 | SBR 6 | MDO   | DET   | WGL    | MOS   | LIM   | ELK   | VIR    | LAG   | PET   |     | 37    | 44°  |
| 2018    | Porsche GT Team           | GTLM    | Porsche 911 RSR    | DAY    | SEB   | LBH   | MDO   | WGL    | MOS   | LIM   | ELK   | VIR    | LAG   | PET 6 |     | 25    | 21°  |
| 2019    | Porsche GT Team           | GTLM    | Porsche 911 RSR    | DAY 3  | SEB 5 | LBH   | MDO   | WGL    | MOS   | LIM   | ELK   | VIR    | LAG   | PET 5 |     | 82    | 19°  |
| 2020    | Porsche GT Team           | GTLM    | Porsche 911 RSR-19 | DAY 2  | SEB   | LBH   | MDO   | WGL    | MOS   | LIM   | ELK 5 | VIR    | LAG   | PET   |     | 58    | 12°  |
| 2021    | WeatherTech Racing        | GTLM    | Porsche 911 GT3 R  | DAY    | SEB 1 | DET   | WGL 5 | WGL    | LIM 3 | ELK   | LAG   | LBH 3  | VIR   | PET 1 |     | 1706  | 5°   |
| 2022    | Pfaff Motorsports         | GTD Pro | Porsche 911 GT3 R  | DAY 1  | SEB 5 | LBH 6 | LGA 1 | WGL 3  | MOS 1 | LIM 1 | ELK 2 | VIR 1  | PET 3 |       |     | 3497  | 1°   |
| 2023    | Porsche Penske Motorsport | GTP     | Porsche 963        | DAY 8  | SEB 3 | LBH 1 | LGA 2 | WGL 9  | MOS 5 | ROA 7 | IMS 1 | PET 10 |       |       |     | 2691  | 4º   |
| 2024    | Porsche Penske Motorsport | GTP     | Porsche 963        | DAY 4  | SEB 9 | LBH 4 | LGA 1 | DET 2  | WGL 3 | ELK 1 | IMS   | ATL    |       |       |     | 2286* |      |
| Legenda |                           |         |                    |        |       |       |       |        |       |       |       |        |       |       |     |       |      |

*Stagione in corso.

### Risultati nel WEC
| Anno    | Squadra                   | Classe   | Vettura     | QAT | IMO | SPA | LMS | SÃO | COA | FUJ | BHR | Punti | Pos. |
| ------- | ------------------------- | -------- | ----------- | --- | --- | --- | --- | --- | --- | --- | --- | ----- | ---- |
| 2025    | Porsche Penske Motorsport | Hypercar | Porsche 963 | 10  | 11  |     | 6   |     |     |     |     | 18*   |      |
| Legenda |                           |          |             |     |     |     |     |     |     |     |     |       |      |

* Stagione in corso.

### Risultati nella 24 Ore di Daytona
| Anno | Team                      | Co-piloti                                     | Auto               | Classe  | Giri | Pos. | Class Pos. |
| ---- | ------------------------- | --------------------------------------------- | ------------------ | ------- | ---- | ---- | ---------- |
| 2018 | Wright Motorsports        | Patrick Long Christina Nielsen Robert Renauer | Porsche 911 GT3 R  | GTD     | 666  | 41°  | 20°        |
| 2019 | Porsche GT Team           | Earl Bamber Laurens Vanthoor                  | Porsche 911 RSR    | GTLM    | 570  | 12°  | 3°         |
| 2020 | Porsche GT Team           | Earl Bamber Laurens Vanthoor                  | Porsche 911 RSR-19 | GTLM    | 786  | 14°  | 2°         |
| 2022 | Pfaff Motorsports         | Matt Campbell Felipe Nasr                     | Porsche 911 GT3 R  | GTD Pro | 711  | 18°  | 1°         |
| 2023 | Porsche Penske Motorsport | Dane Cameron Nick Tandy                       | Porsche 963        | GTP     | 700  | 42°  | 8°         |
| 2025 | Porsche Penske Motorsport | Kévin Estre Matt Campbell                     | Porsche 963        | GTP     | 781  | 3°   | 3°         |

### Risultati nella 24 Ore di Le Mans
| Stagione | Squadra                   | Co-piloti                           | Vettura           | Classe   | Giri | Pos. | Class Pos. |
| -------- | ------------------------- | ----------------------------------- | ----------------- | -------- | ---- | ---- | ---------- |
| 2019     | Porsche GT Team           | Sven Müller Dennis Olsen            | Porsche 911 GT3 R | GTE Pro  | 339  | 27°  | 7°         |
| 2023     | Porsche Penske Motorsport | Felipe Nasr Nick Tandy              | Porsche 963       | Hypercar | 84   | DNF  | DNF        |
| 2024     | Porsche Penske Motorsport | Felipe Nasr Nick Tandy              | Porsche 963       | Hypercar | 211  | DNF  | DNF        |
| 2025     | Porsche Penske Motorsport | Julien Andlauer Michael Christensen | Porsche 963       | Hypercar | 386  | 6°   | 6°         |